# Kit Kat

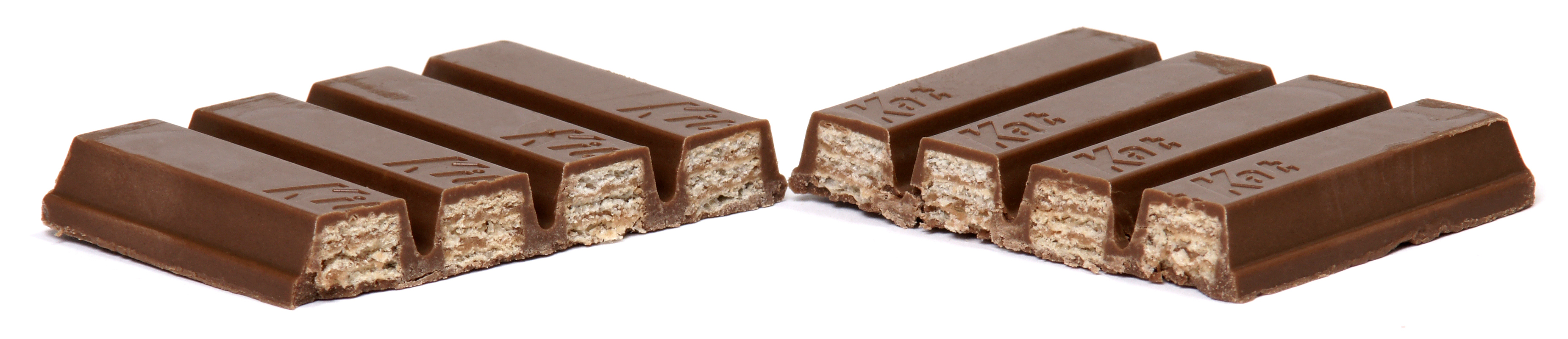
Przepołowiony baton KitKat

Kit Kat lub KitKat – marka batonów produkowanych przez koncern Nestlé. 
Baton produkowany jest od 1935. Pierwszym producentem był  Rowntree and Company’s z Yorku, a baton był początkowo nazwany Chocolate Crisp; nazwę Kit Kat zyskał w 1937. Firma Rowntree's została kupiona przez koncern Nestlé w 1988. 